# Jermaine Gresham
(en) Statistiques sur pro-football-reference
Jermaine Gresham (né le 16 juin 1988 à Ardmore) est un joueur américain de football américain.

## Lycée
Dans le lycée de sa ville natale, il joue au poste de wide receiver. Lors de sa dernière saison, il reçoit soixante-dix passes pour 1 175 yards et vingt-quatre touchdowns ; il est nommé dans l'équipe des All-American. Les Tigers font un sans-faute lors de la saison régulière mais perdent en demi-finale de la division 5A de l'Oklahoma contre Bixby.
Gresham s'illustre aussi dans le basket-ball, comme titulaire.

## Carrière

### Université
Après avoir été classé au trente-quatrième rang du joueur de la saison par le site rivals.com, il reçoit de nombreuses propositions. En 2006, il entre à l'université de l'Oklahoma et joue peu, recevant huit passes pour 161 yards et un touchdown. En 2007, il marque onze touchdowns et reçoit trente-sept ballons. Pour sa dernière saison, il reçoit soixante-six passes pour 950 yards et quatorze touchdowns. Il est d'ailleurs qualifié de tight end le plus dynamique de l'Oklahoma depuis Keith Jackson.

### Professionnelle
Jermaine Gresham est sélectionné au premier du draft de la NFL de 2010 au 21e choix par les Bengals de Cincinnati. Il joue les quinze premiers matchs de la saison (dont dix comme titulaire) et finit la saison avec cinquante-deux réceptions pour 471 yards et quatre touchdowns.